# Francesco Baratta
Francesco Baratta,  também conhecido como Francesco Baratta, o Velho (Massa, 1590 – Roma, 1666) foi um escultor italiano do período barroco. Embora tenha nascido em Massa, tornou-se arquiteto e se mudou para Roma para trabalhar com Gian Lorenzo Bernini. Entre suas obras, estão o baixo-relevo do altar da capela de São Francisco de Assis, confeccionado sob encomenda do marquês Raimondi di Savona para a Igreja de São Pedro em Montorio; a estátua do Rio da Prata, na Fonte dos Quatro Rios da Praça Navona; bem como várias outras estátuas de Hércules, Lucrezia e Cleópatra, confeccionadas para a galeria real de Dresden.